# Geranomyia distincta
Geranomyia distincta är en tvåvingeart som beskrevs av Doane 1900. Geranomyia distincta ingår i släktet Geranomyia och familjen småharkrankar. Inga underarter finns listade i Catalogue of Life.